# Chambellan
Chambellan (Haitianisch-Kreolisch: Chanbèlan) ist eine Gemeinde im Département Grand’Anse von Haiti.

## Geschichte
Chambellan wurde ursprünglich als Siedlung in dem Haute Grande-Rivière genannten, ländlichen Gemeindebezirk von Jérémie gegründet.
Der Ort erhielt im Jahr 1958 den offiziellen Status einer der 144 Gemeinden Haitis.
Am 4. Oktober 2016 verwüstete der Hurrikan Matthew den Südwesten Haitis. In der Gemeinde Chambellan waren schwere Schäden zu verzeichnen.
Bei einem Erdbeben am 14. August 2021 entstanden in der Gemeinde Chambellan schwere Schäden.

## Lage und Beschreibung
Chambellan besticht durch die natürliche Schönheit seiner Lage mit für Haiti ungewöhnlich ausgeprägter Vegetation inmitten eines Systems kleinerer, mit Booten befahrbarer Flüsse, das sich durch mittlere Berge (200 bis 400 Meter Höhe) zieht.
Dem Gemeindezentrum und den umliegenden Dörfern mangelt es jedoch in allen Bereichen der Versorgung an hinreichender Infrastruktur. „Es gibt keine Tankstelle, keine Apotheke, kein Restaurant, kein Hotel, kein Bauunternehmen, kein größeres Geschäft“, schrieb der örtliche katholische Pfarrer Jean Parnel Lundy im Jahr 2004.
Neben dem Stadtzentrum Ville de Chambellan bestehen zwei Gemeindebezirke:
- Déjean mit Bordes, Bourdon, Cadette, Des Plantes, Dianacou, Grande-Plaine, Granger, La Borde, La Coude, Lavelette-Dormand, Mahotière, Mathieu, Monoré, Terre-Rouge und Zephir sowie
- Boucan mit Babino, Banc-de-Roche, Caillard, Caye-Fort, Citerne-Paille, Counongo, Desormeaux, Dupoux, Fond-Boucan, Fourneau, Jardin, Juliette, La Ferrière, Martial, Nan l’Etat, Nan Narron, Nicole, Ragosse und Source-Froide.

Durch das Gebiet der Gemeinde Chambellan führt die Route Départementale RD-72, die im Westen zur Küste bei Dame-Marie und im Osten nach Jérémie führt, wo mit der Route Nationale RN-7 Anschluss an das Straßensystem Haitis besteht. Zur Küste im Westen sind es von Chambellan aus 7 Kilometer, während es zum Ortszentrum von Jérémie 41 Kilometer sind.